# Fimpa nu!
Fimpa nu! är en dokusåpa som sändes under 2004 i svenska tv-kanalen TV4 Plus.
Dokusåpan som också var en dokumentärserie gick ut på att deltagarna skulle sluta röka. Medverkande var bland annat Farmen-profilen Qristina Ribohn, som även fick den dödliga sjukdomen KOL diagnostiserad under programmet, något som troligtvis hade orsakats av hennes rökning av 30 cigaretter om dagen i 37 år. Såpan var producerad i samarbete med Cancerfonden, TV-produktionsbolaget Strix Television och TV4.

## Deltagare
- Qristina Ribohn
- Mikael "Micke" Dahl
- Pia Idström
- David Olsson
- Göran Halldin